# Щур (зодіак)

Рік пацюка

Пацюк або Миша (子) — 1-й з 12-річного циклу тварин, ознакою земних гілок характер 子, які з'являються в китайському зодіаку пов'язаний з китайським календарем. Він характеризується як ян, асоціюється з елементом «води», символізує велику життєву активність, цілеспрямованість, хитрість, розум, практичність, але, з іншого боку, жадібність і нервозність.
Час доби під управлінням пацюка: 23.00-01.00.
Відповідний знак Зодіаку: Стрілець

## Роки і п'ять елементів
Люди, що народилися в ці діапазони цих дат відносяться до категорії народилися в «рік пацюка»:
- 31 січня 1900 — 18 лютого 1901, рік Металевого пацюка
- 10 лютого 1912 — 5 лютого 1913, рік Водяного пацюка
- 5 лютого 1924 — 23 січня 1925, рік Дерев'яного пацюка
- 24 січня 1936 — 10 лютого 1937, рік Вогненного пацюка
- 10 лютого 1948 — 28 січня 1949, рік Земляного пацюка
- 28 січня 1960 — 14 лютого 1961, рік Металевого пацюка
- 15 лютого 1972 — 2 лютого 1973, рік Водяного пацюка
- 2 лютого 1984 — 19 лютого 1985, рік Дерев'яного пацюка
- 19 лютого 1996 — 6 лютого 1997, рік Вогненного пацюка
- 7 лютого 2008 — 25 січня 2009, рік Земляного пацюка
- 25 січня 2020 — 11 лютого 2021, рік Металевого пацюка
- 11 лютого 2032 — 30 січня 2033, рік Водяного пацюка
- 30 січня 2044 — 16 лютого 2045, рік Дерев'яного пацюка